# Giro del Piemonte 1908
Il Giro del Piemonte 1908, seconda edizione della corsa, si svolse il 28 giugno 1908 su un percorso di 309 km. La vittoria fu appannaggio dell'italiano Giovanni Gerbi, che completò il percorso in 11h18'48", precedendo i connazionali Luigi Chiodi e Carlo Galetti.
Sul traguardo di Alessandria 14 ciclisti, su 38 partiti dalla medesima località, portarono a termine la competizione.

## Ordine d'arrivo (Top 10)
| Pos. | Corridore           | Squadra         | Tempo      |
| ---- | ------------------- | --------------- | ---------- |
| 1    | Giovanni Gerbi      | Maino           | 11h18'48"  |
| 2    | Luigi Chiodi        | Peugeot-Wolber  | s.t.       |
| 3    | Carlo Galetti       | Atala           | a 26'38"   |
| 4    | Giovanni Rossignoli | Bianchi-Pirelli | a 26'41"   |
| 5    | Pierino Necchi      | -               | a 28'22"   |
| 6    | Clemente Canepari   | Bianchi-Pirelli | a 38'36"   |
| 7    | Giuseppe Cellerino  | -               | a 1h02'50" |
| 8    | Andrea Massironi    | -               | a 1h16'36" |
| 9    | Michele Robotti     | -               | a 1h21'26" |
| 10   | Eligio Bianco       | -               | a 1h37'43" |